# Светско првенство у скоковима у воду 2007.
Светско првенство у скоковима у воду одржано је у оквиру Светског првенства у воденим спортовима у Мелбурну 2007. Такмичење је одржано од 19. марта до 26. марта на базенима Мелбурнског спортског и воденог центра. Највише успеха су имали кинески такмичари који су од 10 могућих освојили 9 златних медаља. У следећој табели су приказани пебедници у свих 10 такмичарских дисциплина.

## Освајачи медаља

### Мушки
| Дисциплина                  | Злато                       | Злато  | Сребро                                      | Сребро | Бронза                                          | Бронза |
| 1 м даска појединачно       | Јутонг Луо · Кина           | 477,40 | Чонг Хе · Кина                              | 469,85 | Кристофер Сачин · Италија                       | 441,40 |
| 3 м даска појединачно       | Ћин Кај · Кина              | 545,35 | Александар Депати · Канада                  | 518,65 | Дмитри Саутин · Русија                          | 517,10 |
| 10 м торањ појединачно      | Глеб Галперин · Русија      | 554,70 | Лишин Зу · Кина                             | 519,15 | Ји Лин · Кина                                   | 513,70 |
| 3 м даска синхрони скокови  | Ћин Кај · Фенг Ванг · Кина  | 458,76 | Александар Депати · Артуро Миранда · Канада | 418,92 | Тобијас Шеленберг · Андреас Велс · Немачка      | 414,54 |
| 10 м торањ синхрони скокови | Јуе Лин · Лијанг Хуо · Кина | 489,48 | Глеб Галперин · Дмитриј Доброскок · Русија  | 467,16 | Дејвид Бодаја · Томас Финчам · Сједињене Државе | 463,56 |

### Жене
| Дисциплина                  | Злато                          | Злато  | Сребро                               | Сребро | Бронза                                   | Бронза |
| 1 м даска појединачно       | Зи Хе · Кина                   | 316.65 | Блајт Хартли · Канада                | 311.20 | Јулија Пахалина · Русија                 | 304.60 |
| 3 м даска појединачно       | Ђингђинг Гво · Кина            | 381.75 | Миксиа Ву · Кина                     | 368.80 | Тања Кањото · Италија                    | 341.70 |
| 10 м торањ појединачно      | Ксин Ванг · Кина               | 432.85 | Чен Жуолин · Кина                    | 410.30 | Кристин Штојер · Немачка                 | 386.85 |
| 3 м даска синхрони скокови  | Јинјанг Гуо · Ву Минсја · Кина | 355.80 | Дита Коцијан · Хајке Фишер · Немачка | 318.45 | Шарлин Стратон · Бриони Кол · Аустралија | 313.14 |
| 10 м торањ синхрони скокови | Тонг Ђа, · Чен Жуолин · Кина   | 361.32 | Бриони Кол · Мелиса Ву · Аустралија  | 324.00 | Анет Гам · Нора Субшински · Немачка      | 306.63 |

## Биланс медаља
| Медаље земље домаћина |

|    | Држава           | Злато | Сребро | Бронза | Укупно |
| -- | ---------------- | ----- | ------ | ------ | ------ |
| 1. | Кина             | 4     | 2      | 1      | 7      |
| 2. | Русија           | 1     | 1      | 1      | 3      |
| 3. | Канада           | -     | 2      | -      | 2      |
| 4. | Италија          | -     | -      | 1      | 1      |
| 5. | Немачка          | -     | -      | 1      | 1      |
| 6. | Сједињене Државе |       |        | 1      | 1      |
|    | Укупно {6}}      | 5     | 5      | 5      | 15     |

|    | Држава     | Злато | Сребро | Бронза | Укупно |
| -- | ---------- | ----- | ------ | ------ | ------ |
| 1. | Кина       | 5     | 2      | -      | 7      |
| 2. | Немачка    | -     | 1      | 2      | 3      |
| 3. | Аустралија | -     | 1      | 1      | 2      |
| 4. | Канада     | -     | 1      | -      | 1      |
| 5. | Италија    | -     | -      | 1      | 1      |
| 5. | Русија     | -     | -      | 1      | 1      |
|    | Укупно (6) | 5     | 5      | 5      | 15     |

### Биланс медаља скокови у воду, укупно
|    | Држава           | Злато | Сребро | Бронза | Укупно |
| -- | ---------------- | ----- | ------ | ------ | ------ |
| 1. | Кина             | 9     | 4      | 1      | 14     |
| 2. | Русија           | 1     | 1      | 2      | 4      |
| 3. | Канада           | -     | 3      | -      | 3      |
| 4. | Немачка          | -     | 1      | 3      | 4      |
| 5. | Аустралија       | -     | 1      | 1      | 2      |
| 6. | Италија          | -     | -      | 2      | 2      |
| 7. | Сједињене Државе | -     | -      | 1      | 1      |
|    | Укупно {7}       | 10    | 10     | 10     | 30     |